# Pubalgia
La pubalgia, pubalgia atlética, hernia del deportista o hernia del deporte, ingle de Gilmore, osteopatía de pubis, entesitis pubiana  o dolor de ingle, es el dolor de pubis. El término recubre varios procesos patológicos diferentes que se localizan al nivel del pubis.
- Pubalgia del deportista:[5] es una tendinitis de alguno de los numerosos músculos abdominales que terminan en una lámina fibrosa (la línea alba, el recto mayor del abdomen o el oblicuo mayor del abdomen) o del muslo (aductor o pectíneo) que se introducen en la zona ilio-pubiana. Esta inflamación se debe a una activación repetida y traumatizante del tendón involucrado (en los futbolistas, por ejemplo, resultan frecuentemente afectados los aductores).[6]
- Osteitis pubiana: afección de la sínfisis pubiana o inflamación (periostio en el hueso) de la zona ilio-pubiana.
- Fractura de la zona ilio-pubiana tras un golpe directo o accidente (en adultos).

## Causas
Esta patología puede deberse, principalmente, a dos tipos de factores:
- Factores intrínsecos: tienen relación con algunas características específicas de cada persona en relación con su anatomía. Entre estas se encuentran:

1. Músculos aductores de la cadera
Cuando esta musculatura hace punto fijo en el fémur, tiran del pubis y separan el coxal provocando dolor.
2. Músculo recto mayor del abdomen
La pubalgia de abdominales se produce cuando el músculo recto tira fuertemente hacia arriba del pubis, que de forma bilateral, produce una retroversión pélvica. En ocasiones, puede que una parte del recto (derecho o izquierdo) se contraiga más que la otra, produciendo un bosquejo inferior de la sínfisis púbica.
3. Hueso coxal
Si un ilíaco se va mucho en anteversión y el otro en retroversión de pelvis, provoca una rotación de la sínfisis pubiana produciendo la pubalgia. Si además los isquiones se separan mucho, el pubis se comprime y también produciría dolor.
4. Hueso sacro
Si el sacro se verticaliza excesivamente separa ambos ilíacos y dirige toda la tensión hacia la zona anterior del pubis. En caso contrario, cuando el sacro se horizontaliza los ilíacos se acercan por la parte posterior y separa el pubis por delante.

- Factores extrínsecos: pueden ser debidos a varias causas como por ejemplo: microtraumatismos repetidos, sobrecargas musculares, superficies inadecuadas, uso de anabólicos, infiltraciones, entre otras.